# Mosquée Şehitlik de Berlin
La mosquée Şehitlik de Berlin (Şehitlik-Moschee en allemand, Berlin Türk Şehitlik Camii en turc) est une mosquée allemande construite à Berlin-Neukölln sur le Columbiadamm entre 1999 et 2005 par l'Union turque-islamique des établissements religieux (Türkisch-Islamische Union der Anstalt für Religion).
Elle comporte 2 minarets de 37 mètres et dispose d'une surface de 365 m². Avec ses 1500 places, elle est la deuxième plus grande mosquée d'Allemagne après la mosquée Yavuz-Sultan-Selim de Mannheim de 2500 places et devant la mosquée Fatih de Brême.
Elle a été construite selon les plans de l'architecte Hilmi Şenalp, également architecte de la mosquée Ertuğrul Gazi au Turkménistan et de la mosquée de Tokyo au Japon.
Le nom « Şehitlik » signifie cimetière, puisqu'elle a été construite sur le site du cimetière turc de Berlin, ouvert en 1866.